# Terremotos de Santa Marta
Se denominan como terremotos de Santa Marta a una serie de fuertes sismos que destruyeron la ciudad de Santiago de los Caballeros, actual Antigua Guatemala, en el año de 1773.
En 1776, la capital fue trasladada a la ciudad de Nueva Guatemala de la Asunción luego que estos terremotos arruinaran la ciudad de Santiago de los Caballeros de Guatemala por tercera ocasión en el mismo siglo y las autoridades civiles utilizaran eso como excusa para debilitar a las autoridades eclesiásticas —siguiendo las recomendaciones de las Reformas Borbónicas emprendidas por la corona española en la segunda mitad del siglo xviii— obligando a las órdenes regulares a trasladarse de sus majestuosos conventos destruidos a frágiles estructuras temporales en la nueva ciudad.

## Acontecimientos

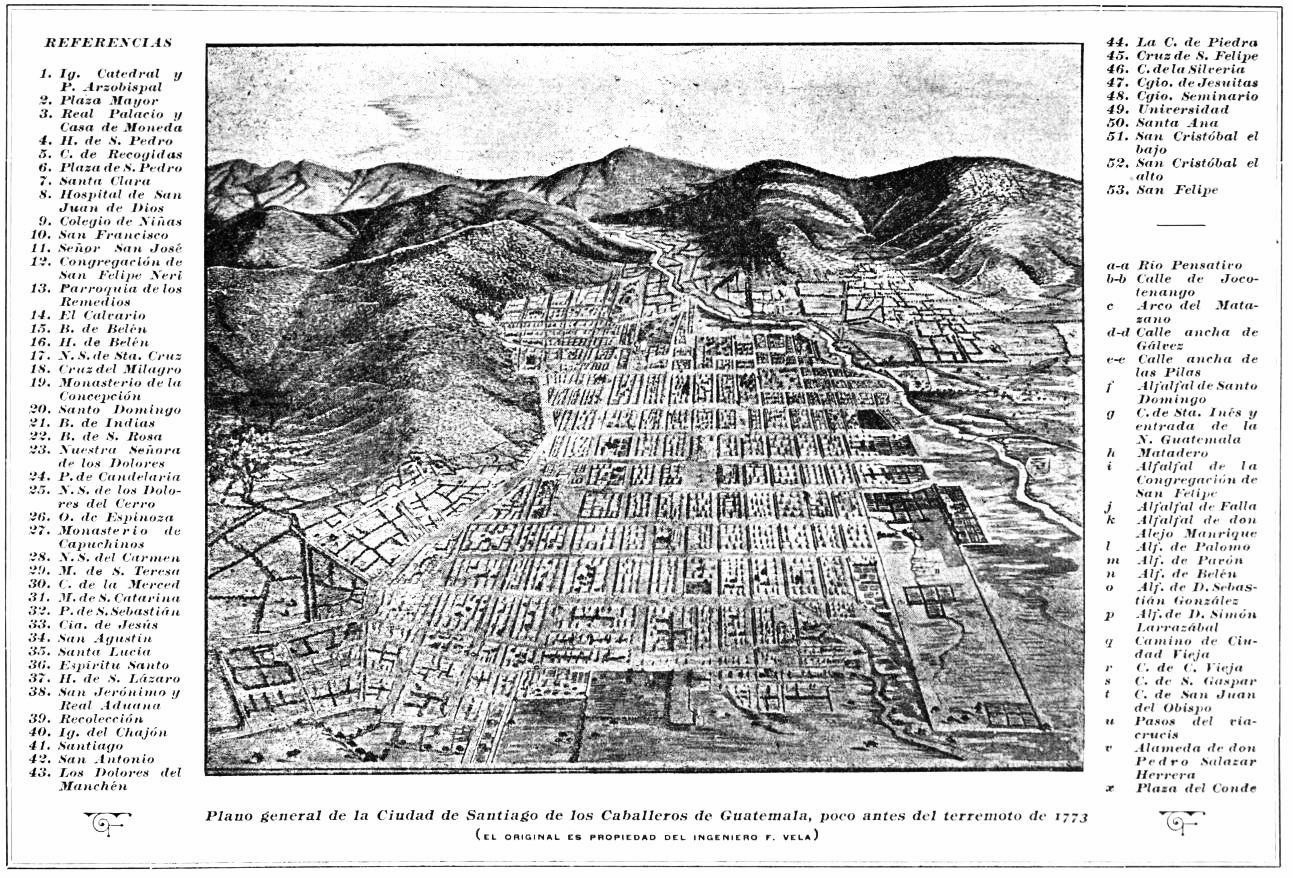
Plano general de la ciudad de Santiago de los Caballeros de Guatemala poco antes de los terremotos de 1773. Elaborado por el ingeniero Francisco Vela.

El 21 de febrero de 1768 llegó a Guatemala Pedro Cortés y Larraz, convirtiéndose en el tercer arzobispo de Guatemala y el 12 de junio de 1773 tomó posesión el capitán general Martín de Mayorga.  Ambos, como máximas autoridades del reino serían los principales actores en los sucesos que acontecieron tras los terremotos de 1773. Para 1769, Cortés y Larraz estaba tan decepcionado de la situación eclesiástica en el reino que presentó su renuncia a la mitra, pero el rey Carlos III no se la aceptó y debió continuar como arzobispo. Entre los problemas que observó estuvo la excesiva embriaguez del pueblo durante los actos litúrgicos y la escasa preparación de los sacerdotes seculares a cargo de la mayoría de las parroquias.
En 1773, Santiago de los Caballeros de Guatemala era una de las más famosas ciudades de las colonias españolas en América, y se consideraba que únicamente la Ciudad de México era más espléndida.  De acuerdo a descripciones de la época, tres «monstruosos» volcanes la rodeaban: el Volcán de Agua, que era muy útil para la ciudad por su fertilidad, aparte de que su forma piramidal agregaba una hermosa vista, y los volcanes de Fuego y Acatenango, a los que se llamó así porque, aunque estaban más distantes que el de Agua, habían hecho erupción en numerosas ocasiones y eran consideraros como los responsables de las constantes ruinas de la ciudad. La cercanía de los volcanes ayudaba a que hubiera baños de todo tipo para los habitantes de la ciudad: termales, medicinales y templados; además había numerosos potreros y haciendas en los alrededores.  La ciudad era abastecida gracias a los productos que diariamente eran llevados desde los setenta y dos pueblos circunvecinos.
Estado de las principales iglesias de la ciudad luego del terremoto

Nótese que salvo el techado, la mayoría de las estructuras resistió los sismos.

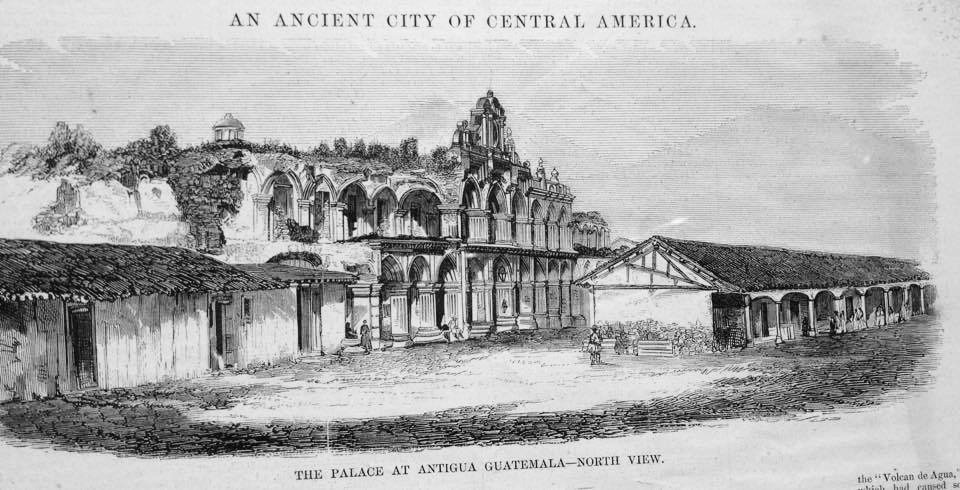
Ruina del Palacio de los Capitanes Generales
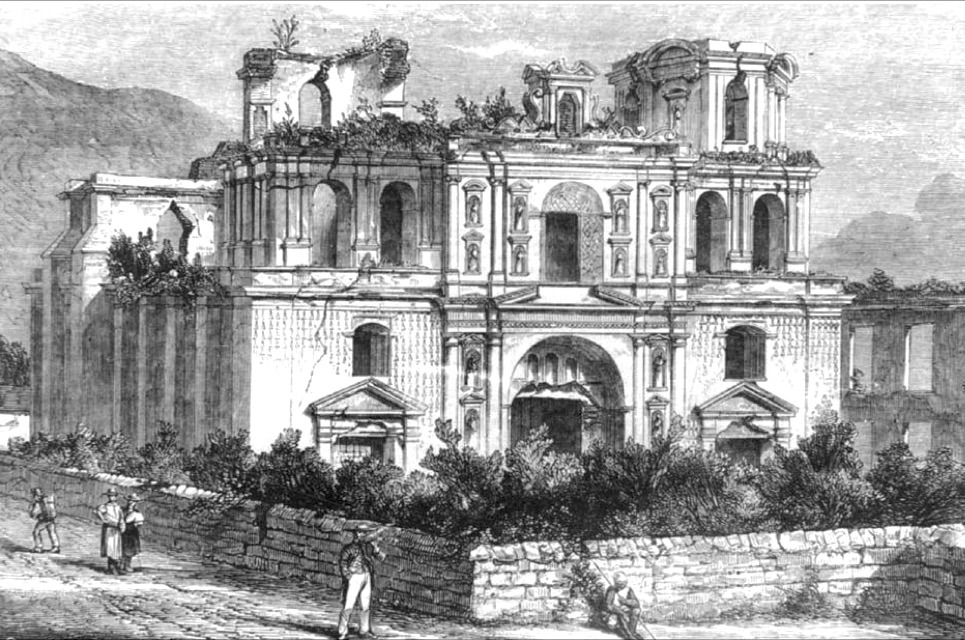
Compañía de Jesús
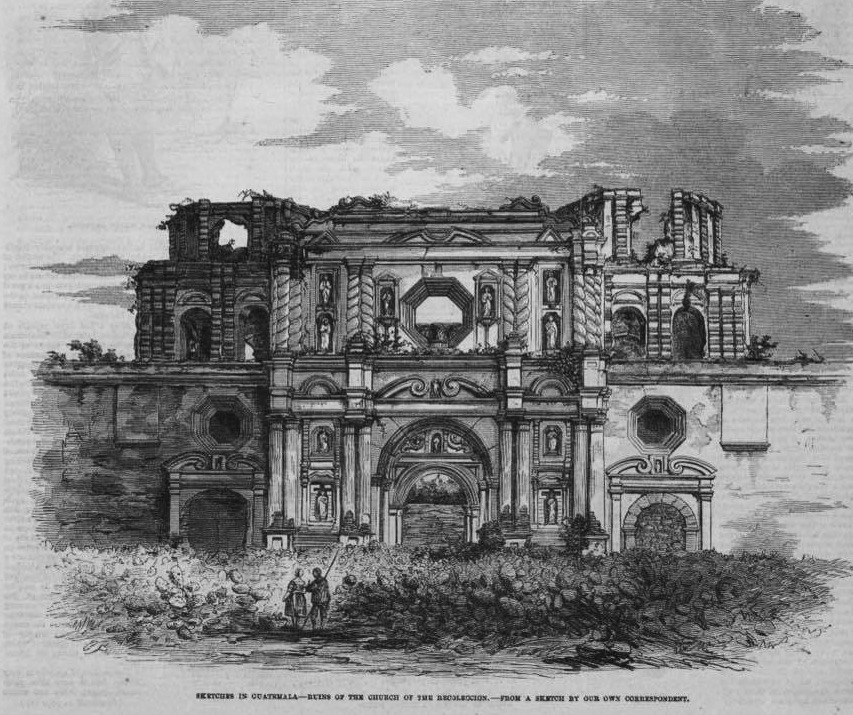
La Recolección
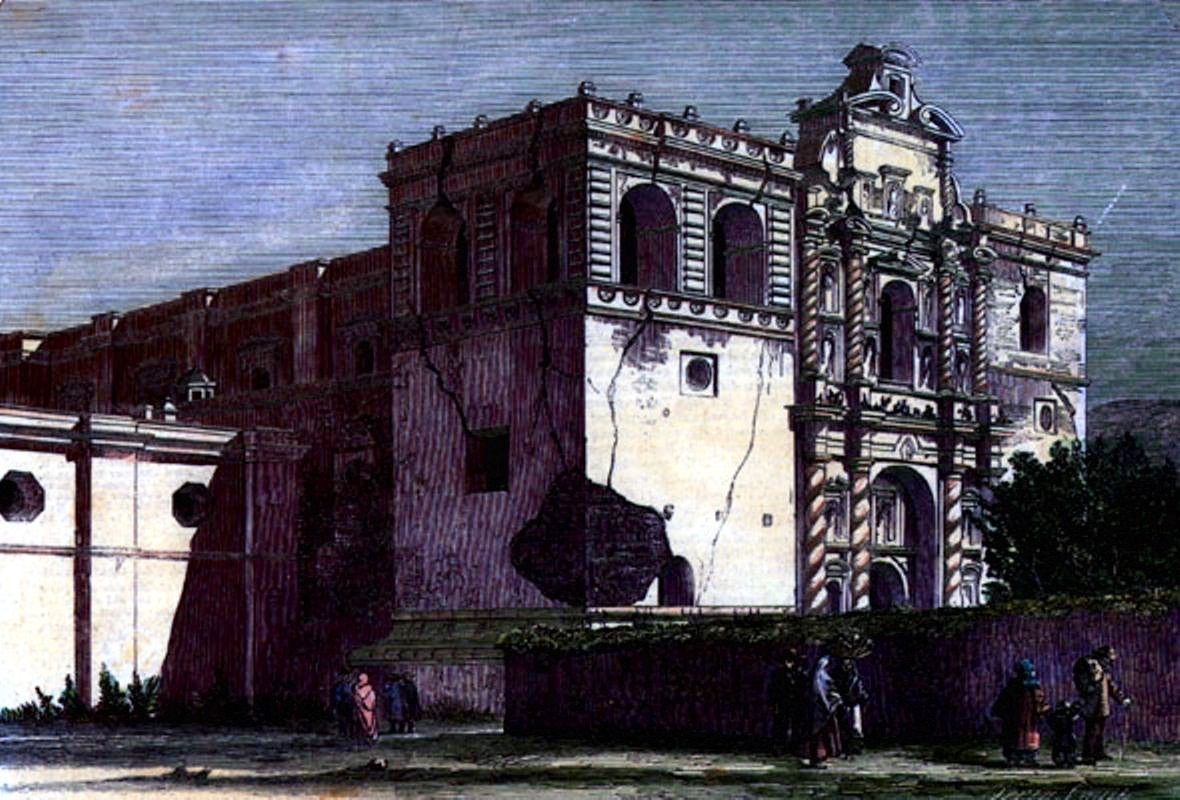
San Francisco
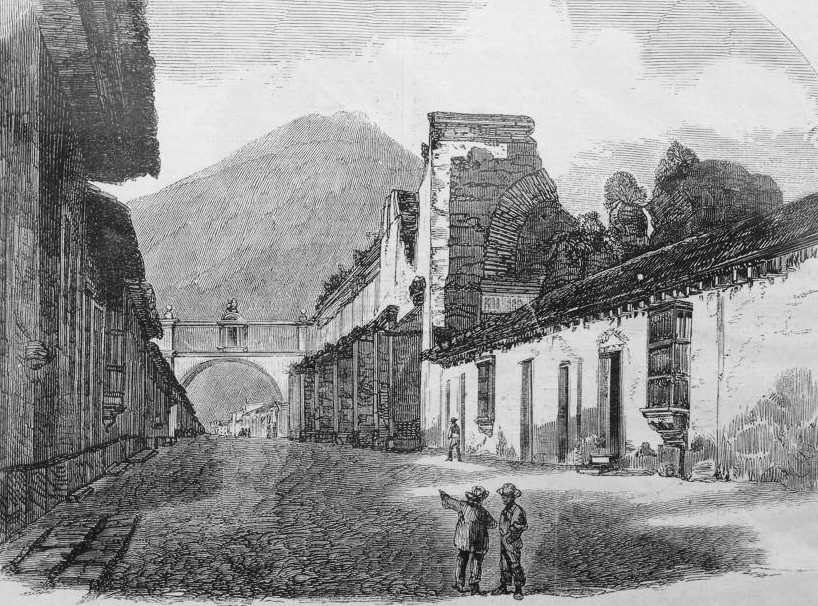
Arco de Santa Catalina

Después de los terremotos de 1751, se renovaron muchos edificios y se construyeron numerosas estructuras nuevas, de tal modo que para 1773 daba la impresión de que la ciudad era completamente nueva. La mayoría de las casas particulares de la ciudad eran amplias y suntuosas, al punto que tanto las puertas exteriores como las de las habitaciones eran de madera labrada y las ventanas eran de finos cristales y tenían portales de madera labrada. Era frecuente encontrar en las residencias pinturas de artistas locales con marcos recubiertos de oro, nácar o carey, espejos finos, lámparas de plata, y alfombras delicadas. Y los templos católicos eran magníficos: había veintiséis iglesias en la ciudad, y quince ermitas y oratorios; la catedral era la estructura más suntuosa: tenía tres espaciosas naves, con dos órdenes de capillas a los lados, con enormes puertas de acceso que eran labradas y doradas. En cuanto a suntuosidad, le seguían las iglesias de las órdenes religiosas de los dominicos, franciscanos, mercedarios y recoletos, demostrando el poder económico y político que el clero regular tenía en ese entonces. En estos templos todas las paredes estaban cubiertas de retablos tallados y dorados, espejos y pinturas ricamente guarnecidas e imágenes religiosas talladas esmeradamente; en el techo había tejas de madera dorada o esmaltada que cubrían los cruceros y bóvedas principales.
Así se encontraba la ciudad en mayo de 1773 cuando empezaron a sentirse pequeños sismos, los cuales fueron incrementando su intensidad y el 11 de junio con un temblor que dañó algunas casas y edificios; los más dañados fueron:
- Iglesia de las monjas Carmelitas
- Iglesia de Santo Domingo
- Hospital Real de San Juan de Dios[12]

Luego continuaron los sismos, hasta llegar al 29 de julio de 1773, día de Santa Marta de Bethania, en que se produjo el catastrófico terremoto:
| Día                     | Hora       | Suceso |
| ----------------------- | ---------- | --- |
| 29 de julio de 1773     | 15:40      | Se produce el primer temblor rápido, pero tan violento que hizo salir a los habitantes de sus casas. |
| 29 de julio de 1773     | 15:50      | Un segundo temblor, mucho más fuerte, provocó la destrucción inmediata de los edificios que se hundían o desplomaban con estrépito. El movimiento fue tanto horizontal, como vertical y nadie podía mantenerse en pie, ni aun de rodillas. Se abrieron grietas en el suelo y una espesa nube de polvo envolvió a la ciudad; hombres y animales tuvieron que acostarse en el suelo para no caer y los empedrados de las calles saltaron por los aires. La violencia del sismo fue tal que derribó árboles, y los que no fueron derribados se oscilaban de tal modo que sus ramas llegaban a tocar el suelo. En cuanto a los ruidos del terremoto, se reportó que el estruendo de edificaciones que se desmoronaban y el repique de campanas de los templos católicos fue estrepitoso. A pesar de la violencia del sismo, y de que algunas personas murieron cuando la nube de polvo los cegó, se salvaron muchas vidas porque los habitantes de la ciudad habían salido de sus residencias tras el primer temblor. Hubo patéticas presentaciones públicas de penitencia entre todos los sobrevivientes. |
| 29 de julio de 1773     | 18:00      | Se empezó a buscar abrigos improvisados y se pidió misericordia a Dios. Se menciona que las autoridades de la Audiencia y del ayuntamiento estaban «como atontecidos, con el ánima conturbada». |
| 29 de julio de 1773     | 19:00-5:00 | Fuertes tormentas eléctricas se desataron sobre la ciudad. Se sintieron retumbos de tierra y réplicas del terremoto. |
| 30 de julio de 1773     | 6:00       | Amaneció tranquilo, pero los habitantes pudieron observar los destrozos del terremoto y las tormentas por primera vez: los edificios que no quedaron destruidos quedaron inutilizables. El ayuntamiento dispuso establecer una carnicería en la plaza. |
| 2-4 de agosto de 1773   | N/A        | Fueron celebradas «Juntas Generales» presididas por el gobernador Martín de Mayorga y adonde se hicieron presentes las autoridades locales, entre ellas el Arzobispo Pedro Cortés y Larraz, miembros del Ayuntamiento y representantes de las órdenes religiosas. En la reunión se decidió informar al Rey Carlos III y al Consejo de Indias sobre los destrozos y el eventual traslado al vecino valle de La Ermita, sitio que no estaba cercano a volcanes, circunstancia a la que se atribuía los temblores. Hubo quienes se mostraban en contra debido al elevado costo del transporte. Importante fue el informe del maestro mayor de obras Bernardo Ramírez quien declaró que los edificios eran inhabitables y que una demolición de las ruinas sería oneroso. |
| 7 de septiembre de 1773 | N/A        | Temblor de magnitud considerable, que derribó algunos edificios que habían quedado dañados desde el 29 de julio. |
| 13 de diciembre de 1773 | N/A        | Dos fuertes sismos sobrevinieron en la zona, desatando un nuevo enjambre sísmico, lo que reforzó la posición de quienes preferían la mudanza. |

El 29 de julio, tras el terremoto, la población olvidó sus diferencias sociales y todos los sobrevivientes se congregaron en los descampados: hubo reportes de que damas honestas y religiosos que vivían en retiro se encontraban en paños menores entremezclados con la población, que hubo monjas reclusas que deambulaban en los descampados luego de que sus conventos se derrumbaran, que los presos escaparon de la prisión, enfermos que abandonaron los lechos y que hasta los animales deambulaban aturdidos por entre las calles en ruinas. También se reportaron casos de personas que murieron únicamente por la impresión que les causó el terremoto, y de numerosos individuos que perdieron la razón.
Se produjeron grandes pérdidas en templos y edificios públicos, así como casas particulares, pero no toda la ciudad quedó por los suelos.  A pesar de ellos, capitán general Martín de Mayorga solicitó al monarca de España el 21 de julio de 1775 la traslación de Santiago de los Caballeros de Guatemala, siempre vulnerable a erupciones volcánicas, inundaciones, y terremotos. El 2 de enero de 1776 fue oficializado el cuarto asentamiento, la Nueva Guatemala de la Asunción, con una primera sesión del ayuntamiento con el gobernador de la Audiencia, Matías de Gálvez y Gallardo, sobre las bases del llamado «Establecimiento Provisional de La Ermita». Por real orden dada en Aranjuez el 23 de mayo de 1776 se extinguió el nombre de «Santiago» y se adoptó el de «Nueva Guatemala de la Asunción» que, con el correr del tiempo es conocida en la actualidad como ciudad de Guatemala, logrando convertirse con los años en la ciudad más grande y populosa de todo el istmo centroamericano.

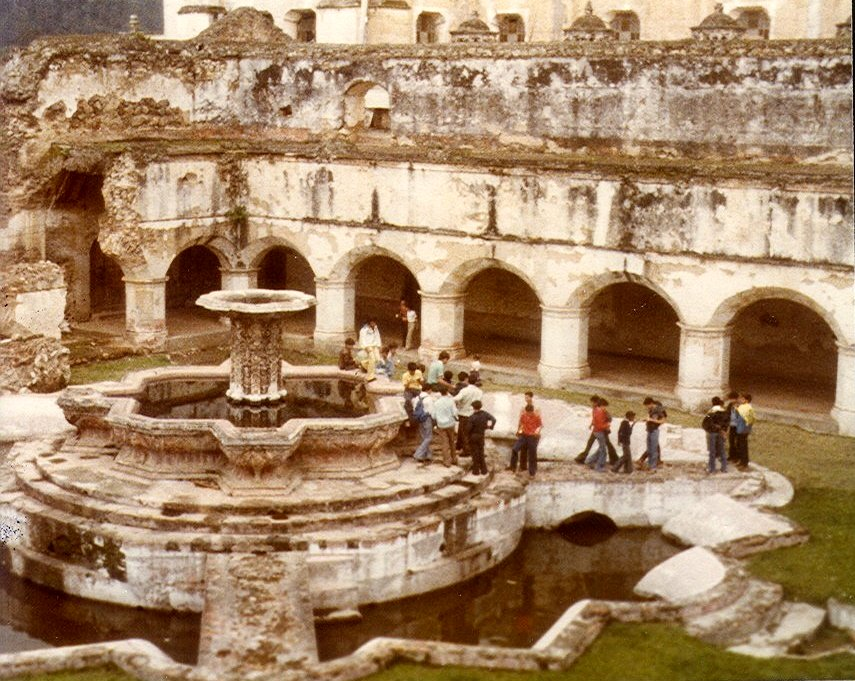
Las ruinas ocasionadas por el terremoto son atractivos turísticos en Antigua Guatemala, como estas de la iglesia y convento de La Merced en 1979, año en que la ciudad fue declarada Patrimonio de la Humanidad por la UNESCO.

Los daños abarcaron hasta el actual territorio de El Salvador, ya que las iglesias de Caluco, Tacuba e Izalco resultaron destruidas. De acuerdo a los testimonios, el terremoto había sido tan fuerte que «el agua saltaba de las fuentes y las campanas tañían solas en las torres antes de desplomarse pesadamente al suelo». Antes de su destrucción, la ciudad competía con ciudades como México, Puebla de Zaragoza, Lima, Quito y Potosí. Sin embargo, las circunstancias especiales de los terremotos acaecidos el 29 de julio de 1773, en pleno florecimiento del barroco, cortaron su proceso de crecimiento y modificación naturales. Asimismo, esta urbe ejerció notable influencia estética en el área de la antigua Capitanía General de Guatemala.
Posiblemente los daños causados por el terremoto fueron serios, pero fueron más serios los que provocó el saqueo y el abandono de la ciudad. El 16 de enero de 1775 el maestro mayor de obras Bernardo Ramírez, comenzó a sacar todos los materiales utilizables del edificio para trasladarlos a la nueva capital ya que se había emitido orden legal en la cual se ordenaba que debían ser trasladados al nuevo asentamiento todos los materiales que pudiesen servir en la construcción de edificios y casas.  Por esta disposición muchos edificios aún en pie fueron despojados de puertas, ventanas, balcones, objetos decorativos, etc.
Una de las medidas tomadas por el presidente de la audiencia Martín de Mayorga, para forzar el traslado de la ciudad fue el envío de la escultura más importante de la ciudad.  Por ello, en 1778 ordenó el traslado de Jesús Nazareno de la Merced, junto con la imagen de la Virgen, para obligar a los mercedarios a mudarse.  El traslado fue penoso, pues los indígenas encargados del trabajo se tardaron en llegar a recogerlo y los feligreses antigüeños rezaban y lloraban la pérdida de la imagen mientras esperaban. Cuando salió Jesús de la Merced en un cajón, las personas lo acompañaron hasta la garita de Animas en las afueras de la ciudad; un devoto llevó cargando la cruz de la imagen hasta San Lucas, población que está a quince kilómetros del convento mercedario en Antigua Guatemala. Tras parar en San Lucas Sacatepéquez y en Mixco, las imágenes llegaron finalmente a la Nueva Guatemala de la Asunción por la noche, y el Cristo fue recibido por los frailes franciscanos y luego por los mercedarios, para ser depositado en una armazón de madera en el terreno en donde iba a construir el templo mercedario de la nueva ciudad.  Martín de Mayorga llegó a ver a la imagen, dando así por concluido el episodio más difícil del traslado de la ciudad. En 1801, la cofradía de Jesús Nazareno de la Merced trasladó el retablo de la imagen a la nueva ciudad, aunque la iglesia todavía no se había construido.

### Epidemia de tifo exantemático
El caos se apoderó de la ciudad tras los terremotos, además de que los sismos fueron seguidos por una epidemia de tifo exantemático que provocó más muertes entre la población mestiza e indígena que los propios terremotos.  Para combatir la peste, Mayorga, Cortés y Larraz, los miembros del Ayuntamiento y el puñado de médicos que había en la ciudad unieron esfuerzos y colaboraron tan armoniosamente como pudieron.
El problema epidemiológico se inició por el retorno a la ciudad de los pobladores pobres, que habían emigrado a las montañas que rodeaban a la ciudad huyendo de los sismos y que tuvieron que subsistir en condiciones sanitarias pésimas durante ese tiempo.
Mayorga tomó medidas atinadas y prudentes, y estableció la «Junta de Salud Pública» que logró elaborar el plan para erradicar la epidemia, que se había iniciado a finales de 1773 y se extendió hasta junio de 1774. Esta junta surgió porque originalmente los miembros del Ayuntamiento habían requerido los servicios del doctor Ávalos y Porres, entonces catedrático de Prima de Medicina, para que elaborara un plan para contrarrestar los efectos del tifo;  una vez elaborado el plan por el octogenario médico, fue revisado por otros doctores de la ciudad y finalmente enviado a Mayorga, quien no lo aprobó por considerarlo muy precipitado y poco prudente.
La curación propuesta por Ávalos y Porres resume las creencias y prejuicios de la época; de acuerdo a él, «el tifo se debía a las influencias de los astros, que deslíen vitriolo en las aguas y hacen humo todas las materias metálicas, las cuales, libres en la atmósfera, envenenan y coagulan la sangre». Y sobre la base de estas creencias, sugería los remedios; «el tratamiento debía hacerse con medicamentos que disolvieran los humores viscosos y no podía ser igual para indios y nobles, pues es conocida la resistencia que oponen los aborígenes a toda terapéutica nueva».  Para los indígenas el remedio debía ser «ayudas preparadas con orina, rapadura y jabón prieto y en masajes repetidos y constantes, con frotes corporales que debían hacerse con sebo y aceite de almendras».
Por su parte, el arzobispo Cortés y Larraz no abandonó a sus feligreses y visitó en persona los lugares infectados; como conocía muy bien el país tras el viaje que realizó entre 1768 y 1770 dedujo las causas de la peste y rápidamente propuso un plan preventivo que era sumamente avanzado para su época.  Por no haber estudiado medicina en la Universidad, no estaba influido por las ideas erróneas de su tiempo y propuso que en lugar de encontrar el origen del mal había que buscar el lugar donde se había iniciado y prevenir que se extendiera; por sus conocimientos de la región determinó que la peste se había originado en el occidente de Guatemala y que la habían llevado a la ciudad los pobladores pobres que habían emigrado precipitadamente tras los terremotos de julio.  Ya con el lugar de origen identificado, investigó por qué se estaba propagando con tanta rapidez —al punto de provocar hasta cien muertes diarias— y encontró que esto ocurría por las pésimas condiciones sanitarias de los hospitales improvisados, en donde los pacientes eran amontonados y comían en los mismos platos; recomendó entonces que se construyeran galeras de aislamiento y que se mejorara la alimentación de los pacientes.  El plan del arzobispo era simple y efectivo, pero se topó con la burocracia colonial y pasaron varios meses antes de que se pudiera implementar debidamente.
Tras muchas deliberaciones, y ya cuando la peste iba mermando, el cirujano Alonso de Carriolla emitió un dictamen que resume lo aprendido por los médicos de la ciudad en esos días:
| Medidas preventivas para evitar la peste de tifo 1. Buscar los lugares donde el aire corra con más libertad, y si fuese posible, huir de los lugares contagiados. 2. Que las habitaciones miren al Norte o al Oriente, a o ser que haya cementerio. 3. Huir de lugares cenagosos y cerrados. 4. Que se mantenga fuego en las casas. 5. Que se enciendan grandes fuegos en las plazas de la ciudad. 6. Que se eviten los concursos de gentes 7. Que se rieguen las habitaciones con vinagre 8. Que se huya de la inmoderada bebida de licores, en particular de los que fácilmente se corrompen o fermentan 9. Que se modere la cantidad de alimentos 10. Que las pasiones violentas se moderen 11. Que el acto prolífico se evite todo lo que se pueda, y debe, por lo tanto, sacarse a las mujeres públicas, desterrándolas 12. Que se entierren pronto los cadáveres 13. Que se limpien calles y plazas 14. Que los vestidos y muebles se quemen o bien se usen después de algún tiempo, sahumándoles con hierbas olorosas 15. Que se impidan los baños públicos —Alonso de Carriola, 26 de mayo de 1774 |

## Víctimas
De acuerdo a relatos de la época, no fue posible cuantificar el número exacto de muertos pues muchos quedaron aplastados entre los escombros de la ciudad en ruinas.  Se pudieron contar únicamente ciento veintitrés, los cuales fueron sepultados en el lugar en que fallecieron, porque los sepelios se solían hacer en las iglesias y estas estaban por los suelos, y porque los cuerpos ya estaban en avanzado estado de descomposición.
Por su parte, la epidemia del tifo fue erradicada el 28 de junio de 1774, y dejó tras sí cuatro mil muertos, en su mayoría indígenas y mestizos pobres.